# Program Svit
Program Svit je državni program presejanja in zgodnjega odkrivanja predrakavih sprememb in raka debelega črevesa in danke. Program deluje v okviru Nacionalnega inštituta za javno zdravje od leta 2009 na nacionalni ravni. Ciljna populacija presejalnega programa so osebe, stare 50–74 let, ki so na presejanje vabljene
vsaki dve leti. Presejanje temelji na uporabi testa na prikrito krvavitev v blatu. Test opravi oseba doma, s pomočjo testnega kompleta, ki ga preiskovanec prejme po pošti. O izidih analize vzorcev blata sta preiskovanec in osebni izbrani zdravnik obveščena po pošti. Če je izvid negativen, je oseba ponovno povabljena v program čez dve leti, preiskovanci s pozitivnim izvidom presejalnega testa pa so napoteni na kolonoskopijo.
Ključni cilj programa je zmanjšanje umrljivosti zaradi raka debelega črevesa in danke. S pravočasnim odkrivanjem in odstranjevanjem predrakavih sprememb je namreč možno raka preprečiti ali povsem pozdraviti.

## Zgodovina
Državni program presejanja in zgodnjega odkrivanja predrakavih sprememb in raka debelega črevesa in danke pod imenom Program Svit so v Sloveniji v skladu s priporočili Evropske unije in Evropskimi smernicami za zagotavljanje kakovosti presejanja in  diagnostike raka debelega črevesa in danke vzpostavili leta 2009.  Cilj presejanja je zmanjšati umrljivost in pojavnost bolezni ne da bi presejanje  škodljivo vplivalo na zdravstveno stanje sodelujejočih oseb. V obdobju od 2009 do 2020 se je odzivnost na vabila na presejanje dvignila iz 36,03 % na 64,37 % in presejanost ciljne populacije iz 26,68 % na 60,02 %.

## Vključena populacija
Ob uvedbi programa leta 2009 so bili v presejanje valjeni vsi prebivalci Slovenije, stari med 50 in 69 let in z urejenim osnovnim zdravstvenim zavarovanjem. Od 1. julija 2015 so program razširili na osebe med 50. in 74. letom starosti. Spodnja starostna meja je posledica dejstva, da je več kot 90 odstotkov oseb, ki zbolijo za rakom debelega črevesa ali danke, starejših od 50 let. Pri starosti nad 75 let podatki kažejo, da ima stroškovna omejitev premajhen vpliv na znižanje obolevnosti in umrljivosti populacije.
V program niso vključeni tisti bolniki, ki so že vključeni v redni program sledenja zaradi bolezni debelega črevesa in danke (bolniki, ki imajo kronično vnetno črevesno bolezen, so imeli v preteklosti med kolonoskopijo odstranjene polipe na debelem črevesu ali danki oziroma rak na debelem črevesu ali danki) ali večje družinske ogroženosti. Ti bolniki imajo večje tveganje za pojav raka in potrebujejo redne kontrole s kolonoskopijo in spremljanje le s testom na prikrito krvavitev v blatu zanje ni dovolj zanesljivo za spremljanje njihovega zdravja. Začasno so iz programa izključene tudi osebe, ki so v preteklih treh letih imele kolonoskopsko preiskavo, ki ni pokazala na bolezenske spremembe; te osebe so v program vabljene ponovno v novem krogu, čez dve leti.